# Simon Guggenheim
John Simon Guggenheim (Filadélfia, 30 de dezembro de 1867 - Nova Iorque, 2 de novembro de 1941) foi um empresário americano, político e filantropo.

## Vida

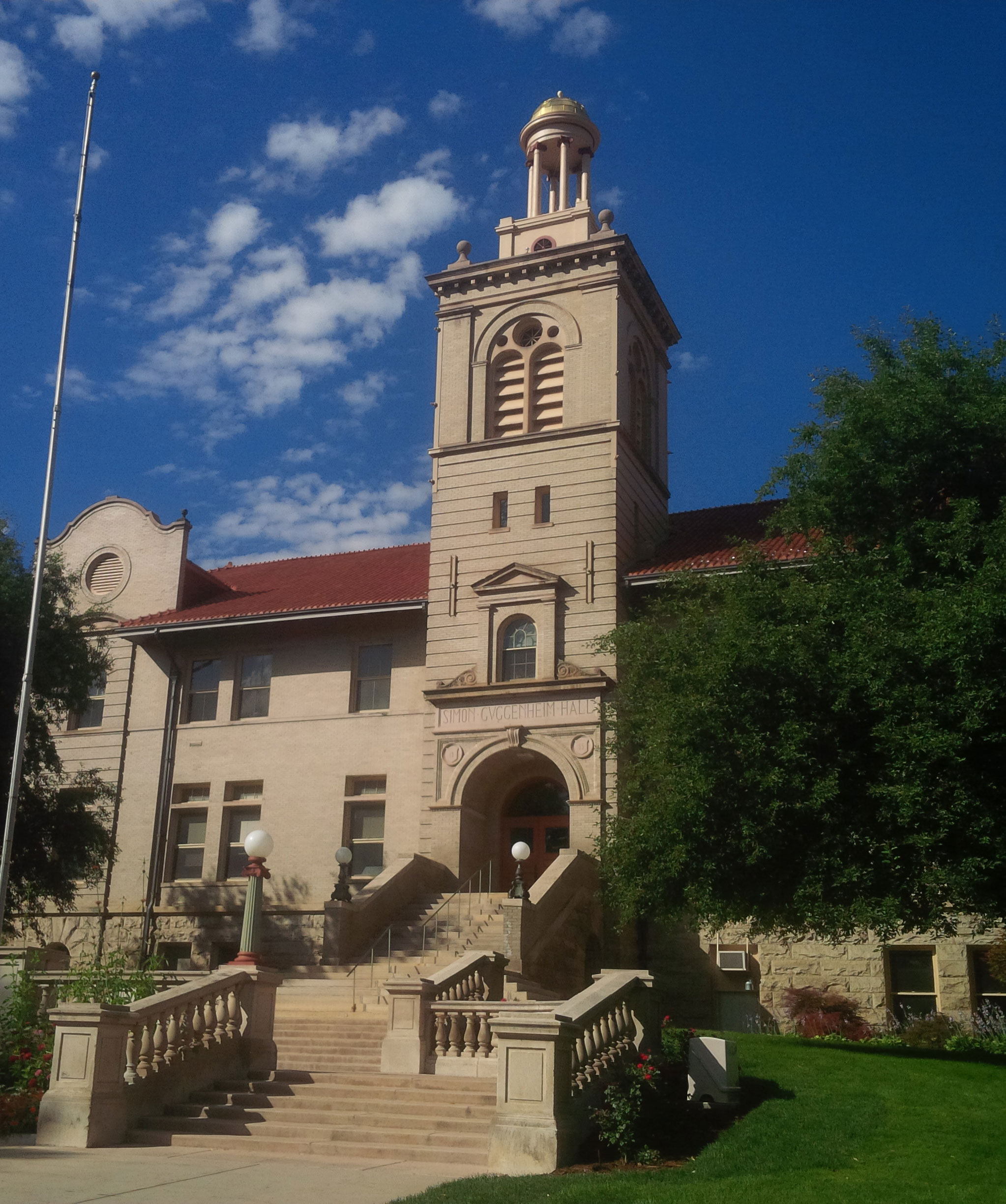
Simon Guggenheim Hall, Escola de Minas do Colorado, Golden, Colorado

Ele era filho de Meyer Guggenheim e Barbara Guggenheim, e era o irmão mais novo de Daniel Guggenheim e Solomon R. Guggenheim . Nascido na Filadélfia, Pensilvânia, Simon Guggenheim frequentou a Central High School e a Escola de Administração de Empresas Peirce antes de se estabelecer em Pueblo, Colorado, onde trabalhou como o principal comprador de minério para a empresa de mineração e fundição de seu pai, M. Guggenheim's Sons . 
Guggenheim mudou-se para Denver em 1892 e casou-se com Olga Hirsh em 24 de novembro de 1898, no icônico Waldorf Astoria New York, em Manhattan. Para comemorar o casamento, os Guggenheims ofereceram um jantar de Ação de Graças para 5 mil crianças pobres de Manhattan. 
Simon e Olga fizeram residência em Denver e celebraram o nascimento de seu primeiro filho, John Guggenheim, em 1905. Para comemorar o evento, o Guggenheim fez uma doação de US $ 80.000 (equivalente em 2018 a $2.200.000,00 dólares americanos) para a Escola de Minas do Colorado para construir um prédio homônimo, o Guggenheim Hall. Na época, esta foi a maior bolsa privada já concedida a uma instituição estadual. 
Em 1907, Olga deu à luz seu segundo filho, George Guggenheim. Em 1909, a família doou dineiro para um edifício da escola de direito na Universidade do Colorado.  Em 1907, Guggenheim foi eleito como senador republicano pelo Colorado de 1907 a 1913. Durante seu tempo como senador, ele serviu como presidente do Comitê para Estabelecer uma Universidade dos Estados Unidos e do Comitê das Filipinas .  Enquanto no Congresso, um dos seus irmãos mais velhos, Benjamin Guggenheim, morreu na catástrofe do RMS Titanic . Após o término de seu mandato, Guggenheim mudou-se para Nova York. 
Ele se juntou ao conselho da American Smelting and Refining Company, mais tarde tornando-se o presidente do conselho. De 1919 a 1941, ele foi presidente dessa empresa. 
Em 1922, o filho de Guggenheim, John, morreu de mastoidite  pouco antes de partir para a faculdade. Em sua memória, Guggenheim e sua esposa fundaram a Fundação Memorial John Simon Guggenheim em 1925. Semeada com US $ 3 milhões (equivalente em 2018 a $42,9 milhões de dólares), a fundação ofereceu 50 bolsas em seu primeiro ano para estudo internacional. Desde então, a Fundação Memorial John Simon Guggenheim concedeu mais de 15.000 bolsas Guggenheim, no valor de quase um quarto de bilhão de dólares. 
Em 1939, o segundo filho dos Guggenheim, George, cometeu suicídio em um hotel de Manhattan aos 32 anos. 
Simon Guggenheim morreu em 1941 e foi enterrado no Cemitério Woodlawn no Bronx, Nova York.